# Държавно устройство на Бурунди
Бурунди е президентска република.

## Законодателна власт
Законодателният орган в Бурунди е двукамарен парламент.
Горната камара (Сената) се състои от 49 места, избирани за срок от 5 години.
Долната камара (Народното събрание) се състои от 118 места, избирани за срок от 5 години. Независимите кандидати трябва да са получили над 2% от гласовете в страната за да получат представителство в Народното събрание.